# طرح بزرگ تورا-سان
طرح بزرگ تورا-سان (انگلیسی: Tora-san's Grand Scheme) یک فیلم کمدی ژاپنی محصول ۱۹۷۰ به کارگردانی شون‌ایچی کوبایاشی است. این فیلم چهارمین فیلم از مجموعه محبوب و طولانی مدت اوتوکو وا تسورای یو و دومین مورد از تنها دو مورد که توسط یوجی یامادا کارگردانی نشده‌است. کوماکی کوری هارا در این فیلم به عنوان «علاقه عشق تورا-سان» («مدونا») با نام «هاروکو» ظاهر می‌شود.